# Göthewitz
Göthewitz ist eine zum Ortsteil Muschwitz  der Stadt Lützen im Burgenlandkreis in Sachsen-Anhalt gehörige Ortschaft.

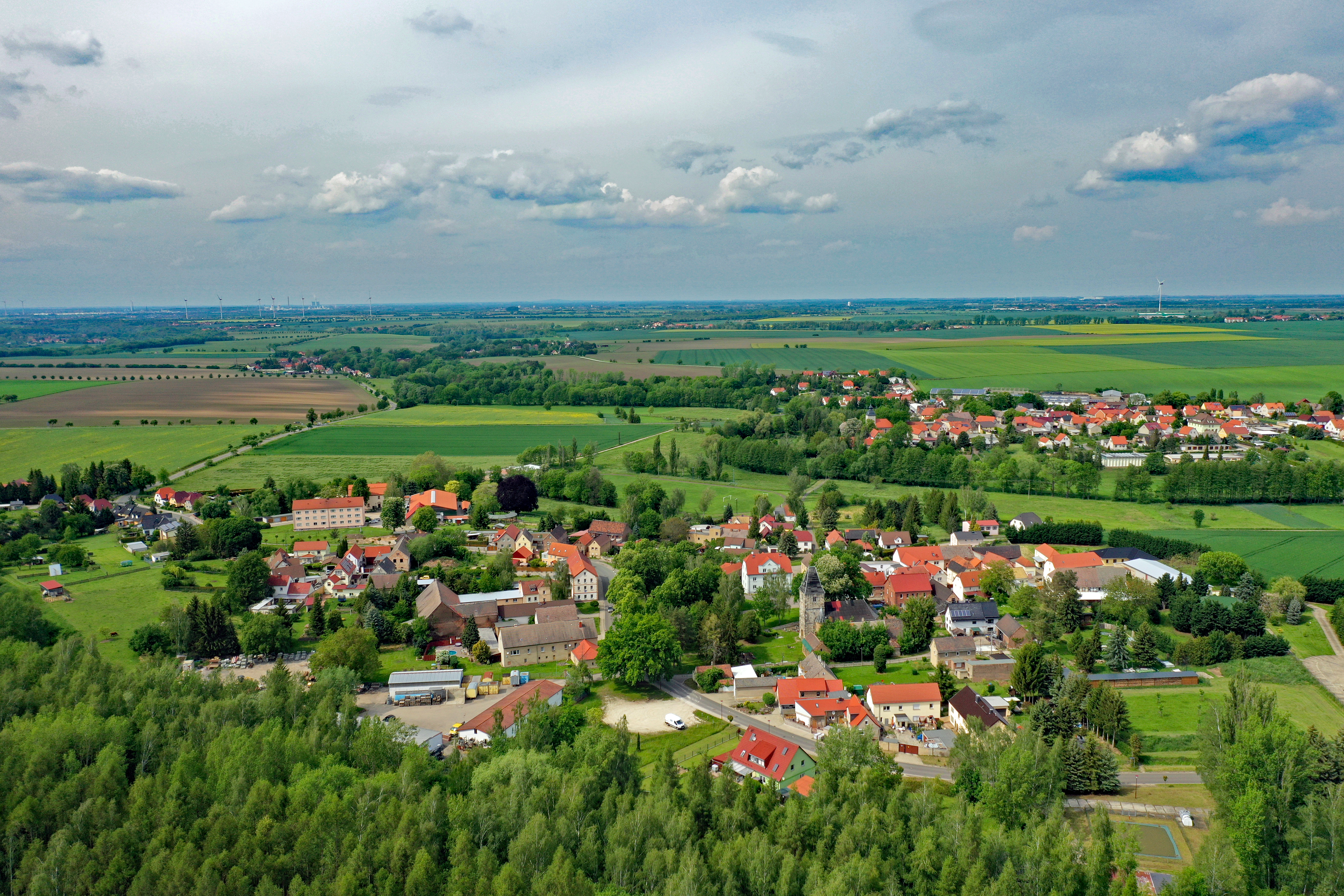
Luftbild

## Geografie
Göthewitz liegt südöstlich von Lützen zwischen Leipzig und Weißenfels. Umgeben ist die Ortschaft von umfangreichen landwirtschaftlichen Nutzflächen. Nordöstlich des Ortes fließt der Grünebach vorbei, dahinter liegt das Ortszentrum von Muschwitz.
Wuschlaub befindet sich südöstlich von Göthewitz. 
Nördlich von Göthewitz führt die A 38 vorbei.

## Geschichte
Göthewitz befand sich am Nordostrand des kursächsischen Amts Weißenfels (Kreischau: Burgwerbener Gerichtsstuhl, Göthewitz und Wuschlaub: Mölsener Gerichtsstuhl), das zwischen 1656/57 und 1746 zum Sekundogenitur-Fürstentum Sachsen-Weißenfels gehörte.
Durch die Beschlüsse des Wiener Kongresses kam das Amt Weißenfels im Jahr 1815 zum Königreich Preußen und wurde 1816 dem Regierungsbezirk Merseburg der Provinz Sachsen zugeteilt. Göthewitz kam zum Kreis Weißenfels.
Bei der ersten Kreisreform in der DDR wurde Göthewitz am 1. Juli 1950 in die Gemeinde Muschwitz eingegliedert. Mit der zweiten Kreisreform am 25. Juli 1952 kam Muschwitz zum Kreis Hohenmölsen im Bezirk Halle, der 1994 im Landkreis Weißenfels und dieser wiederum im Jahr 2007 im Burgenlandkreis aufging.
Am 1. Januar 2010 schlossen sich die bis dahin selbstständigen Gemeinden Muschwitz, Großgörschen, Poserna, Rippach und Starsiedel mit der Stadt Lützen zur neuen Stadt Lützen zusammen.

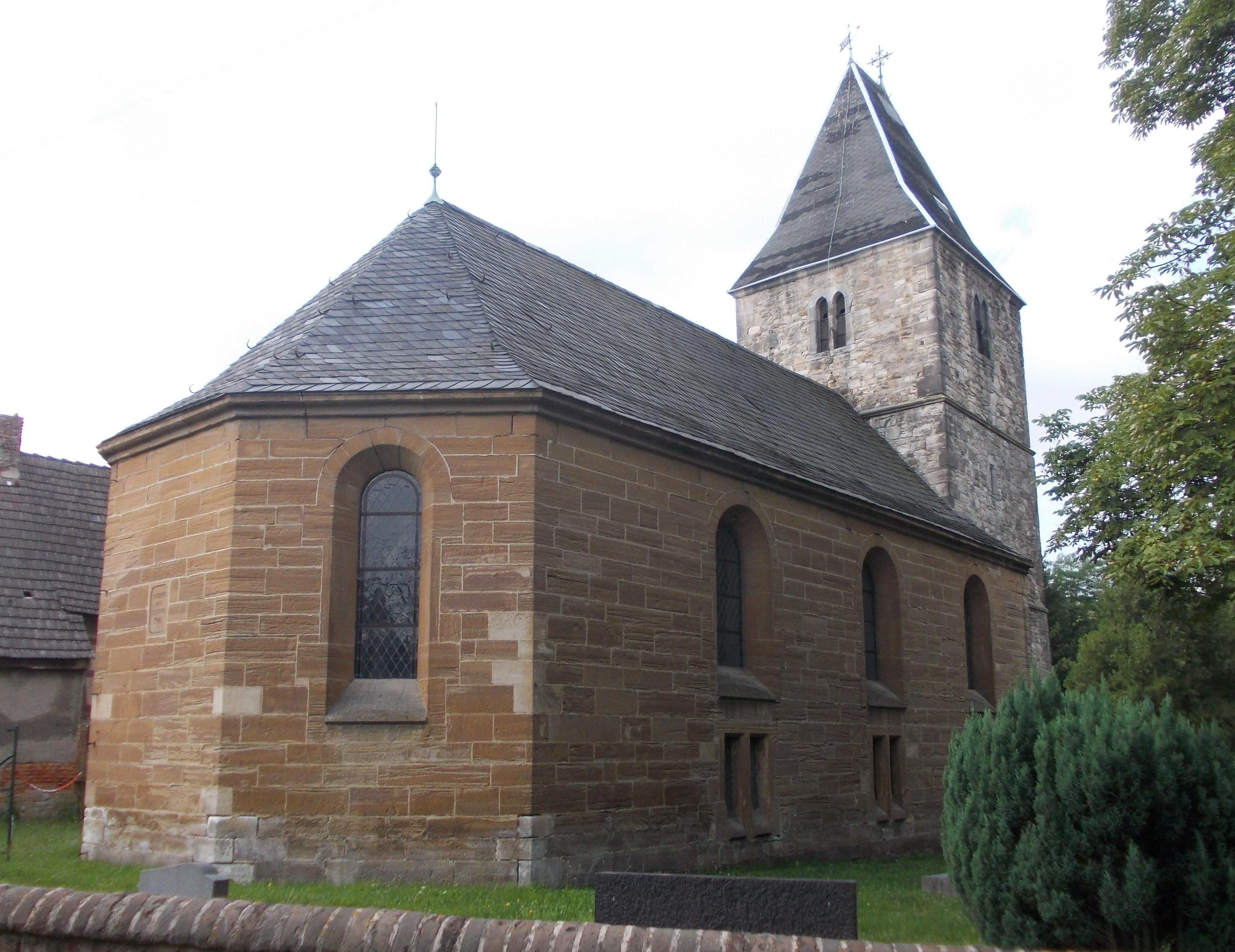
Kirche Göthewitz

## Sehenswürdigkeiten
- Kirche
- Rittergut

## Persönlichkeiten
- Christian Kramer (* 1983), Triathlet